# Baikunthpur
Baikunthpur ist eine Stadt im indischen Bundesstaat Chhattisgarh.
Die Stadt ist Hauptort des Distrikts Koriya. Baikunthpur hat den Status eines Municipal Council. Die Stadt ist in 31 Wards gegliedert. Sie hatte am Stichtag der Volkszählung 2011 28.431 Einwohner, von denen 14.749 Männer und 13.682 Frauen waren. Die Alphabetisierungsrate lag 2011 bei 83,8 % und damit über dem nationalen Durchschnitt. Hindus bilden mit einem Anteil von ca. 86 % die Mehrheit der Bevölkerung in der Stadt. Muslime bilden mit einem Anteil von ca. 10 % eine Minderheit.